# Perca-flecha-anã-incandescente
A perca-flecha-anã-incandescente (Liopropoma incandescens), também conhecida como perca-flecha-de-Ahnd, é uma espécie de liopropomanídeo do gênero Liopropoma, que pertence à família Serranidae e a subfamília Liopropomatinae. As autoridades científicas desta espécie são Pinheiro, Sheperd, Greene e Rocha.

## Aparência
Um peixe pequeno colorido com um tom alaranjado elétrico, com a testa e barbatanas de cor amarelo-esverdeado, além de possuir duas manchas pretas na cauda. Possui espinhos dorsais, 13 espinhos moles, 3 espinhos anais e 9 espinhos anais moles. Seus olhos possuem um contorno roxo.

## Biologia e descoberta

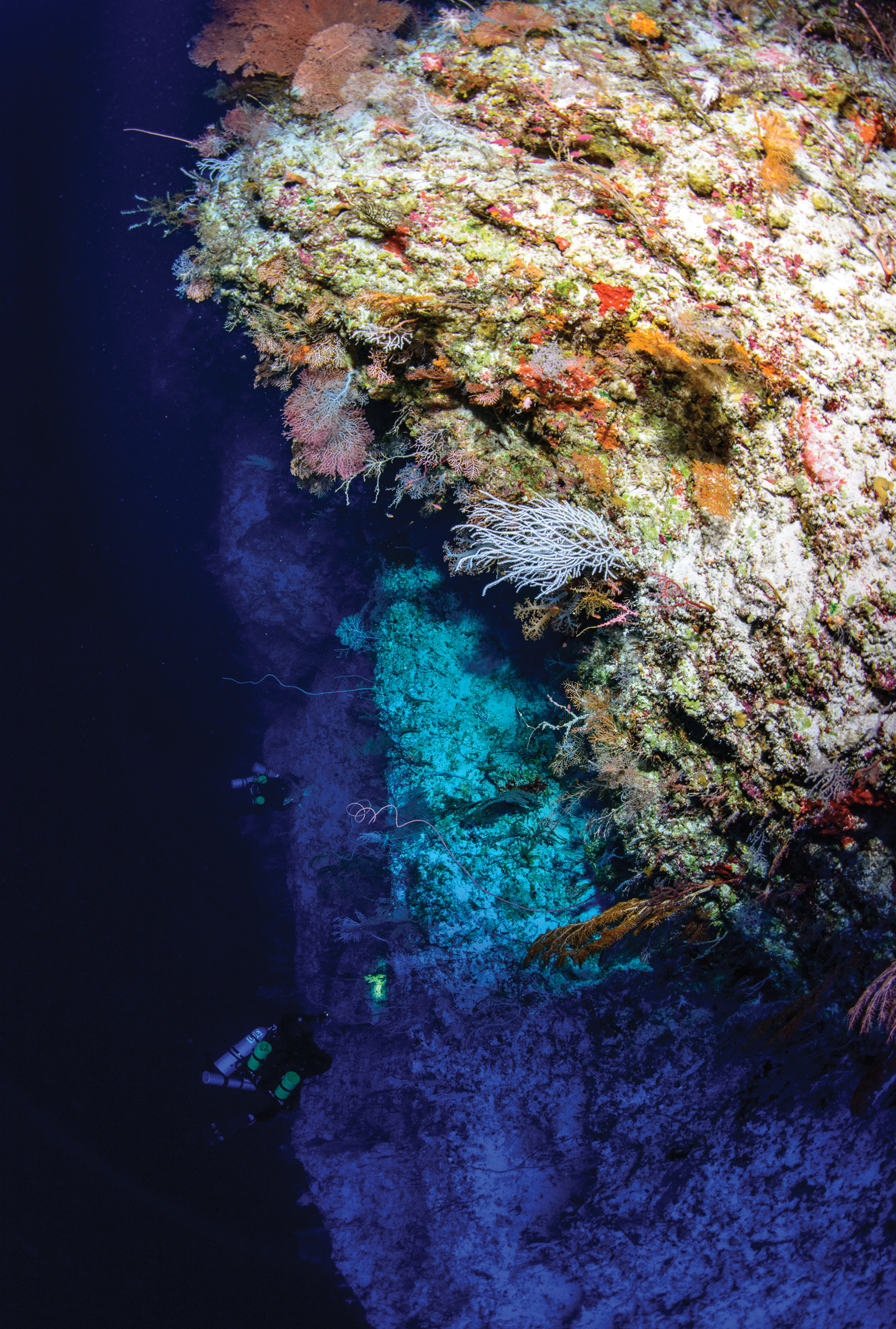
Foto do habitat natural da perca-flecha-anã-incandescente, Ahnd.

Sua biologia não é muito conhecida. A perca-flecha-anã-incandescente foi descoberto e coletado em uma pequena fenda rochosa íngreme de um recife de coral calcário, na profundidade de 130 m. Um segundo indivíduo de 10 cm de comprimento, foi avistado na mesma área, junto com outras espécies de peixes mesofóticos, como o anthias-de-Palau (Tosanoides annepatrice), Centropyge abei, Odontanthias sp. e Roa sp.

## Distribuição
Até o momento é conhecido com base em um espécime coletado em uma profundidade de 130 m em Ahnd, Pohnpei, Estados Federados da Micronésia. Com a sua distribuição desconhecida, a perca-flecha-anã-incandescente é considerada endêmica de Ahnd até o momento.